# Fageiella
Genre
Fageiella est un genre d'araignées aranéomorphes de la famille des Linyphiidae.

## Distribution
Les espèces de ce genre se rencontrent dans les Balkans en Europe du Sud.

## Liste des espèces
Selon World Spider Catalog (version 16.5, 19/09/2015) :
- Fageiella ensigera Deeleman-Reinhold, 1974
- Fageiella patellata (Kulczynski, 1913)

## Publication originale
- Kratochvíl, 1934 : Liste générale des Araignées cavernicoles en Yougoslavie. Prirodoslovne Razprave. Izdaja in Zaloga Prirodoslovna Sekcija Muzejskega DruStva za Sloveniju, Ljubljana, vol. 2, p. 165–226.